# Andrés Vásquez (football)
Pour les articles homonymes, voir Andrés Vásquez et Vásquez (homonymie).
Andrés Vásquez est un footballeur suédo-péruvien, né le 16 juillet 1987 à Lima (Pérou). Il jouait au poste de milieu offensif.

## Biographie
Il est connu pour un but magistral inscrit dans le championnat de Suède, avec un coup du foulard qui vient se loger dans la lucarne opposée, contre Örebro SK, le 7 mai 2007.
En décembre 2007, il s'engage quatre ans au FC Zurich, en Suisse. Malgré de bons débuts, il est très peu utilisé par le club suisse. Il est prêté en janvier 2011, à moins d'un an de la fin de son contrat, au Grasshopper-Club Zurich. Mais il ne joue pas plus dans l'autre club de Zurich. À la fin de la saison, libre, il décide de retourner en Suède, à Häcken, l'un des clubs de Göteborg, la ville où il a grandi. Là-bas, ses dirigeants espéraient reproduire avec lui ce qu'ils avaient déjà réussi avec Mathias Ranégie et Dioh Williams, deux joueurs en difficulté dans leurs précédents clubs qui se sont parfaitement relancés chez les jaune et noir. Même s'il y reste deux ans, il joue très peu (seulement huit matchs). Il revient en Suisse (au FC Wil) où il évolue jusqu'en 2015.
Considéré comme l'un des grands espoirs du football suédois, il a joué avec l'équipe de Suède espoirs. En raison de sa double nationalité, il fut approché en 2007 par José del Solar, sélectionneur de l'équipe du Pérou, qui le convoqua lors d'un match amical face au Costa Rica. Vásquez déclina cette convocation et ne fut jamais rappelé par la suite.

## Palmarès
| IFK Göteborg - Championnat de Suède (1) : - Champion : 2007. |  | FC Zurich - Championnat de Suisse (1) : - Champion : 2009. |